# Pawel Grigorjewitsch Antokolski
Pawel Grigorjewitsch Antokolski (russisch Павел Григорьевич Антокольский; wiss. Transliteration Pavel Grigor'evič Antokol'skij; geboren am 19. Junijul. / 1. Juli 1896greg. in St. Petersburg; gestorben am 9. Oktober 1978 in Moskau) war ein russisch-sowjetischer Lyriker, Übersetzer und Dramatiker. Er war ein jüngerer Verwandter des Bildhauers Mark Antokolski (1843–1902).

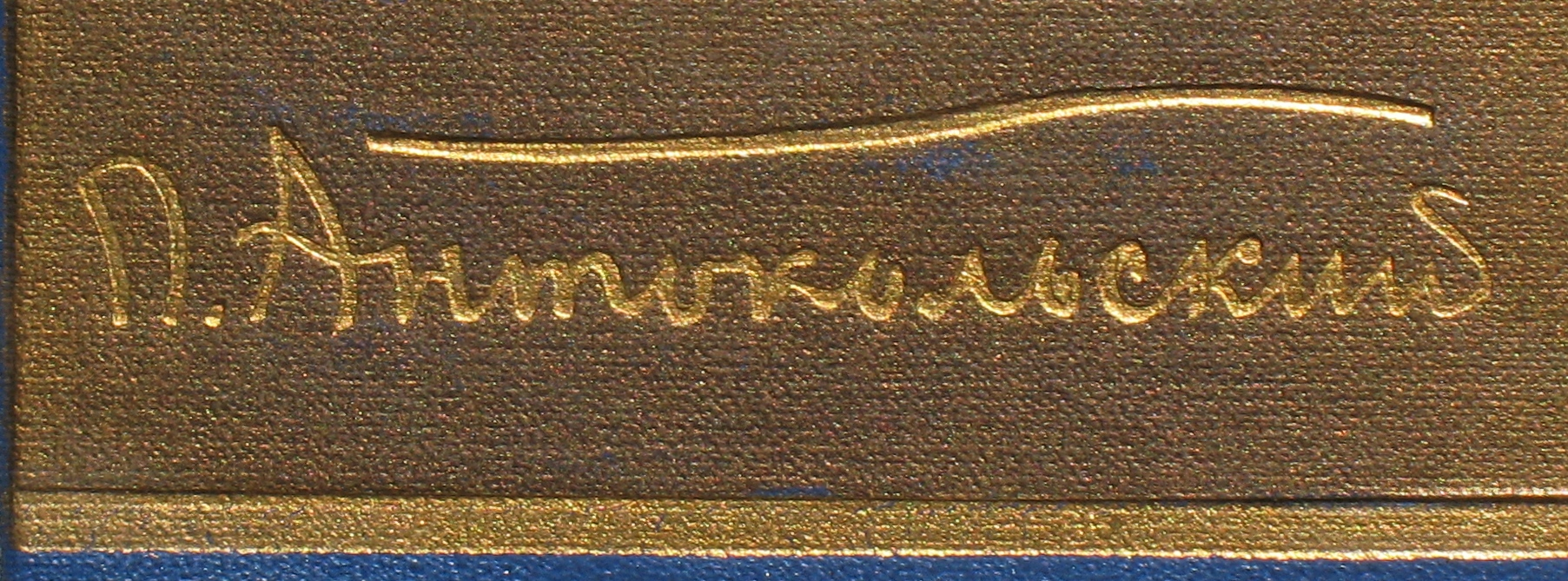
P. Antokolski (Signatur)

## Leben und Werk
Pawel Antokolski studierte zunächst einige Semester Jura an der „Juristischen Fakultät“ der Moskauer Universität und veröffentlichte 1922 sein erstes Buch mit Gedichten. Er arbeitete bis 1934 als Regisseur am Moskauer Wachtangow-Theater und leitete in den Kriegsjahren ein Fronttheater. Während des Zweiten Weltkrieges, in dem er als Frontberichterstatter arbeitete, waren Antokolskis Werke der Tragödie und dem Heldentum des jüdischen Volkes gewidmet. Seine Dichtung Syn (russ. Сын „Der Sohn“, 1943) entstand aus dem Schmerz um seinen im Krieg gefallenen Sohn Wladimir (1923–1942) und enthält eine leidenschaftliche Verurteilung des Faschismus.
Für das Schwarzbuch lieferte er zusammen mit Weniamin Kawerin den Beitrag über den Aufstand im Vernichtungslager Sobibor. Er beginnt mit den folgenden Worten:

«Собиборский лагерь смерти, наряду с лагерями на Майданеке, в Треблинке,  Белжеце,  Освенциме, был  создан немцами с целью организованного  массового  уничтожения  еврейского  населения Европы. Он был расположен на огромной площади в лесу, рядом с полустанком Собибор.»

„Das Todeslager von Sobibor wurde zusammen mit den Lagern in Majdanek, Treblinka, Belzec und Auschwitz von den Deutschen mit dem Ziel der systematischen Massenvernichtung der jüdischen Bevölkerung Europas geschaffen. Es lag auf einem riesigen Gebiet im Wald in der Nähe der Bahnstation Sobibor.“

Mit der Stalin-Ära und dem Blut der Lubjanka setzte er sich in seinem vieldiskutierten Gedicht (aus dem Jahr 1956, dem Jahr der Geheimrede Chruschtschows) kritisch auseinander, das mit einer Anspielung auf den erhaltenen Stalinpreis beginnt.
Pawel Antokolski ist auf dem Moskauer Friedhof Wostrjakowo beigesetzt, neben seiner zehn Jahre vor ihm verstorbenen zweiten Ehefrau, der Schauspielerin Soja K. Baschanowa (1902–1968).
Ausgaben seiner Gesammelten Werke erschienen in zwei Bänden (Isbrannije Proiswedenija, 1961, Moskau) und vier Bänden (Sobranije sotschineni, 1971–1973), und einbändig seine Dichtungen und Gedichte (Stichotworenija i poemy, 1982).
Übersetzungen seiner Lyrik fanden in verschiedenen deutschsprachigen Anthologien russischer Lyrik Aufnahme.
Er übersetzte verschiedene Werke aus dem Französischen ins Russische, darunter von Victor Hugo Le dernier jour d’un condamné (Der letzte Tag eines Verurteilten) und Le roi s’amuse (Der König amüsiert sich).

## Werke (Auswahl)
- Der Westen Запад  (1926)
- Robespierre und die Gorgonen Робеспьер и Горгона (1928)
- Die Kommune von 1871 (Kommuna 71 goda Коммуна 1871 года) (1933)
- François Villon Франсуа Вийон (1934)
- Puschkin-Jahr Пушкинский год (1938)
- Syn (Der Sohn) Сын (1943)
- Newetschnaja pamjat Невечная память (Vergängliches Gedächtnis) (1946)
- In einer Gasse beim Arbat В переулке за Арбатом (1954)
- Atelier Мастерская (1958)